# VOMIC
VOMIC, sigla de Voice Comic ヴォミック (Vomikku?) es el nombre que recibe la adaptación del manga que añade complementos como voces, sonidos y música, muy similar a los Motion comic.
El nombre "VOMIC" proviene de VOICE (voz) + COMIC (cómic).

## Historia
La idea fue concebida en noviembre de 2007 por la editorial de Shueisha, la cual ha publicado fragmentos de sus mangas con el agregado de poner de fondo voces a los personajes. Inicialmente comenzó en el sitio de distribución de audio/video "s-cast.net" operado por Shueisha, pero se trasladó a un sitio independiente el 27 de agosto de 2009. Aunque la adición del trabajo de distribución se suspendió a partir de abril de 2014, se reanudó en febrero de 2015 y reanudó la transmisión televisiva como un mini programa bajo el título de VOMIC TV! en Animax.
El formato VOMIC se utiliza principalmente para promocionar otros productos, entre ellos la obra manga original o un posible anime que se espera emitir, es por esta razón que a menudo el contenido es corto, usualmente de tres o cuatro capítulos únicamente.